# 太白雪灵芝
太白雪灵芝（学名：Arenaria taibaishanensis）为石竹科无心菜属的植物，为中国的特有植物。分布在中国大陆的陕西等地，生长于海拔4,000米的地区，多生在高山灌丛草甸，目前尚未由人工引种栽培。

## 别名
万年松（中国高等植物图鉴补编）